# 傅浚
傅浚（1468年—16世紀），字汝源，號石涯，福建泉州府南安縣人，明朝政治人物，著有《鐵冶志》。

## 生平
傅浚是成化十四年進士傅凱之子，成化四年戊子（1468年）二月十八日生，國子生，治易经，弘治五年（1492年）中福建鄉試第三十八名舉人，十二年（1499年）成己未科會試第八十二名，二甲四十三名進士，獲授戶部郎中，因父親逝世回鄉，同時被劉瑾矯旨削籍。劉瑾敗亡，他得起用為工部郎中，負責蘄州鐵治，減免灶費三分一；轉任都水司，謹慎支出、不受私請，拒絕權貴索取餘羨，被外放任山東鹽運司同知，在任內去世。
《铁冶志》一书国内长期失传，直至俄罗斯圣彼得堡大学藏清初抄本被“全球汉籍合璧工程”发现，才得以重见天日。该抄本是目前已知的唯一孤本，2020年经中俄学者合作整理后，于2023年由山东科学技术出版社出版整理本。
傅浚与其父傅凱、其子傅檝祖孙三人均中进士，在泉州府首次三世进士，傅氏府第也因此得名三进士府第。

## 家族
曾祖傅善同。祖傅振，贈户部主事。父傅凱，户部郎中。母林氏，封安人。具庆下。弟傅导，阴阳训术。娶莊氏。

## 引用
1. ↑  康熙《南安縣志·卷十四·人物志之三》：傅浚，字汝源，號石涯，凱之子。登弘治己未進士，授戶部郎中，丁父憂，逆瑾矯旨削籍；瑾敗，起工部，進郎中，理蘄州鐵治，釐革宿弊，損鐵竈費三分一，遂為定制。改都水，慎出納不狥私請，卿長屢索餘羨，將以賂中貴，浚不應遂出為山東轉運同知，卒于官。子檝見進士。
2. ↑  傅浚. .
3. ↑  康熙《南安縣志·卷十一·科目志之二》：孝宗弘治五年壬子科（舉人） 傅浚 凱子，字汝源，己未進士
4. ↑  于崑. 泉州古祠堂、古厝门楣匾额的调查与研究 [D]. 西北师范大学. 2018
5. ↑  龚延明主编. . 宁波: 宁波出版社. 2016. ISBN 978-7-5526-2320-8. 《天一閣藏明代科舉錄選刊.登科錄》之《弘治十二年己未科進士登科錄》